# Cung điện Dąmbski ở Toruń
Cung điện Dąmbski ở Toruń (tiếng Ba Lan: Pałac Dąmbskich w Toruniu) là một trong những cung điện lâu đời có từ cuối thế kỷ 17, được xây dựng theo phong cách Baroque, dành cho gia đình quý tộc Dąmbski. Cung điện tọa lạc tại số 8 Phố Żeglarska, khu Phố Cổ, Toruń, Ba Lan. Hiện nay, Nhà hát Nhạc kịch Kujawsko-Pomorski Impresaryjny đặt trụ sở tại đây.

## Lịch sử
Năm 1693, cung điện được Giám mục vùng Kuyavia - Stanisław Kazimierz Dąmbski xây dựng trên hai khuôn đất (trước đây từng là hai ngôi nhà chung cư phong cách Gothic). Cung điện sở hữu những nét đặc trưng hào nhoáng và hoành tráng vốn có của một dinh thự trong thành phố phục vụ gia đình quý tộc Dąmbski. Mặt tiền cung điện đẹp một cách ấn tượng. Tất cả các mặt tường cũng như cổng vào được phủ hoàn toàn bằng vữa trang trí cùng với các họa tiết hoa lá phong phú. Cho đến thời điểm hiện tại, đây là một trong số ít những công trình kiến trúc theo phong cách trang trí baroque còn sót lại ở Toruń.
Trong giai đoạn 1920-1924, đây là một trụ sở dành cho cảnh sát và một hội mỹ thuật. Sau khi Thế chiến thứ hai kết thúc, cung điện được chuyển giao lại cho Đại học Nicolaus Copernicus ở Toruń. Từ tháng 1 năm 2014, Nhà hát Nhạc kịch Kujawsko-Pomorski Impresaryjny đặt trụ sở tại đây.